# Jambo-vermelho
Syzygium malaccense L.O (antigamente, Eugenia malaccensis), popularmente conhecido como jambeiro, jambo-rosa, jambo-vermelho, jambo-roxo, jambroche e eugenia é uma espécie da família
Myrtaceae,
a qual também inclui espécies como a goiabeira, a pitangueira, o jamelão, a jabuticaba e o eucalipto. O seu fruto, chamado jambo, é uma drupa piriforme (em forma de pera), com casca com cor variando de vermelho a roxo, polpa consistente e branca, adocicada e levemente ácida, e uma semente de formato esférico, ou duas
hemisféricas,
no seu interior. As folhas são grandes, compridas e brilhantes. As flores são vermelhas e com numerosos estames.

## Etimologia
"Jambo" é originário do termo sânscrito jambu.

## Origem
A espécie é nativa de alguma região entre o continente asiático e a Melanésia.
Foi introduzida na África e nas Américas. No Brasil, cresce no Norte, no Nordeste e nas regiões quentes do
Sudeste.
Em Portugal é uma espécie cultivada e, aí, floresce entre Abril e Agosto.

## Características nutricionais do fruto
O jambo é uma boa fonte de nutrientes. A polpa contém 28%

ou 85%
de umidade, segundo as fontes, e 27 calorias por 100 g.
A casca é rica em fibras (9%), vitamina C (293 mg por 100 g) e antocianinas (301 mg por 100 g)., outros nutrientes incluem ferro, potássio, magnésio, lipídios, cobre, zinco, niacina, tiamina B1, fósforo, manganês e sódio.

## Paisagismo
A árvore é aproveitada em parques e jardins e gosta do pleno
sol.

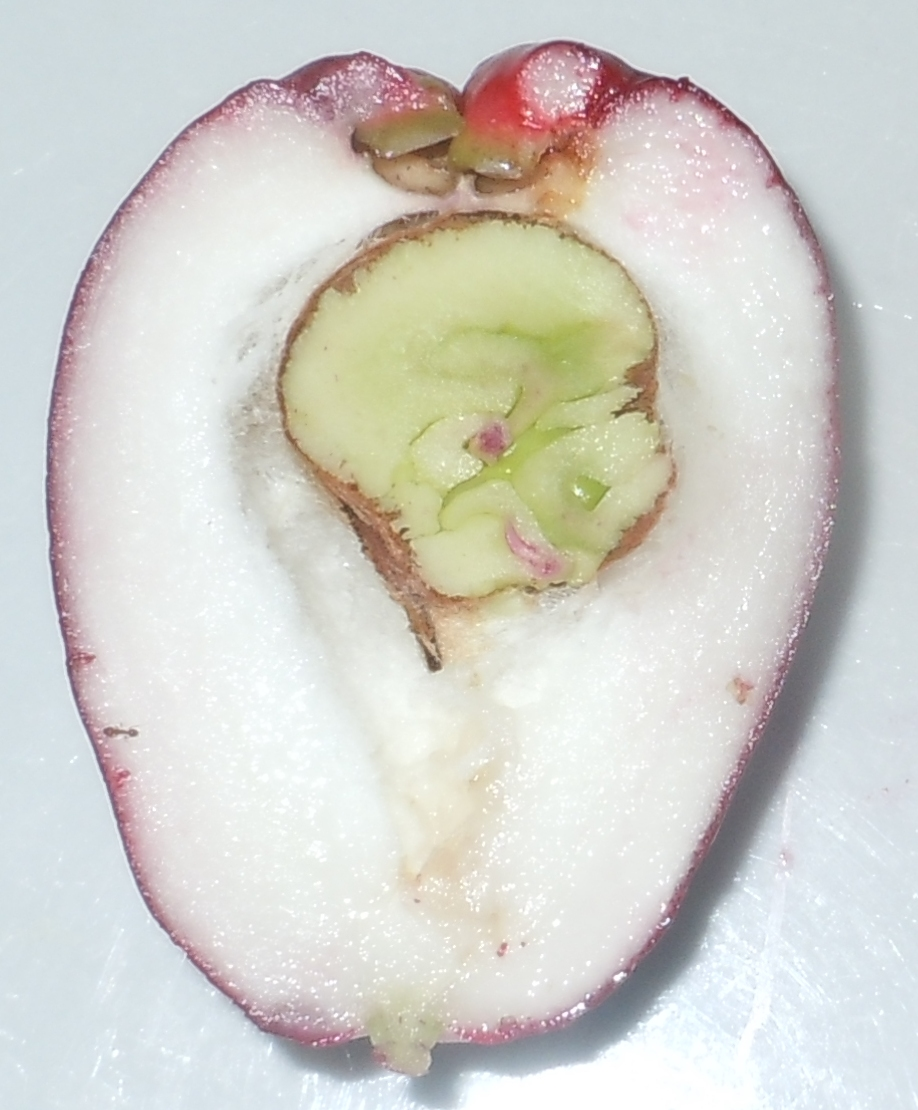
Jambo-vermelho com a semente, cortado ao meio.
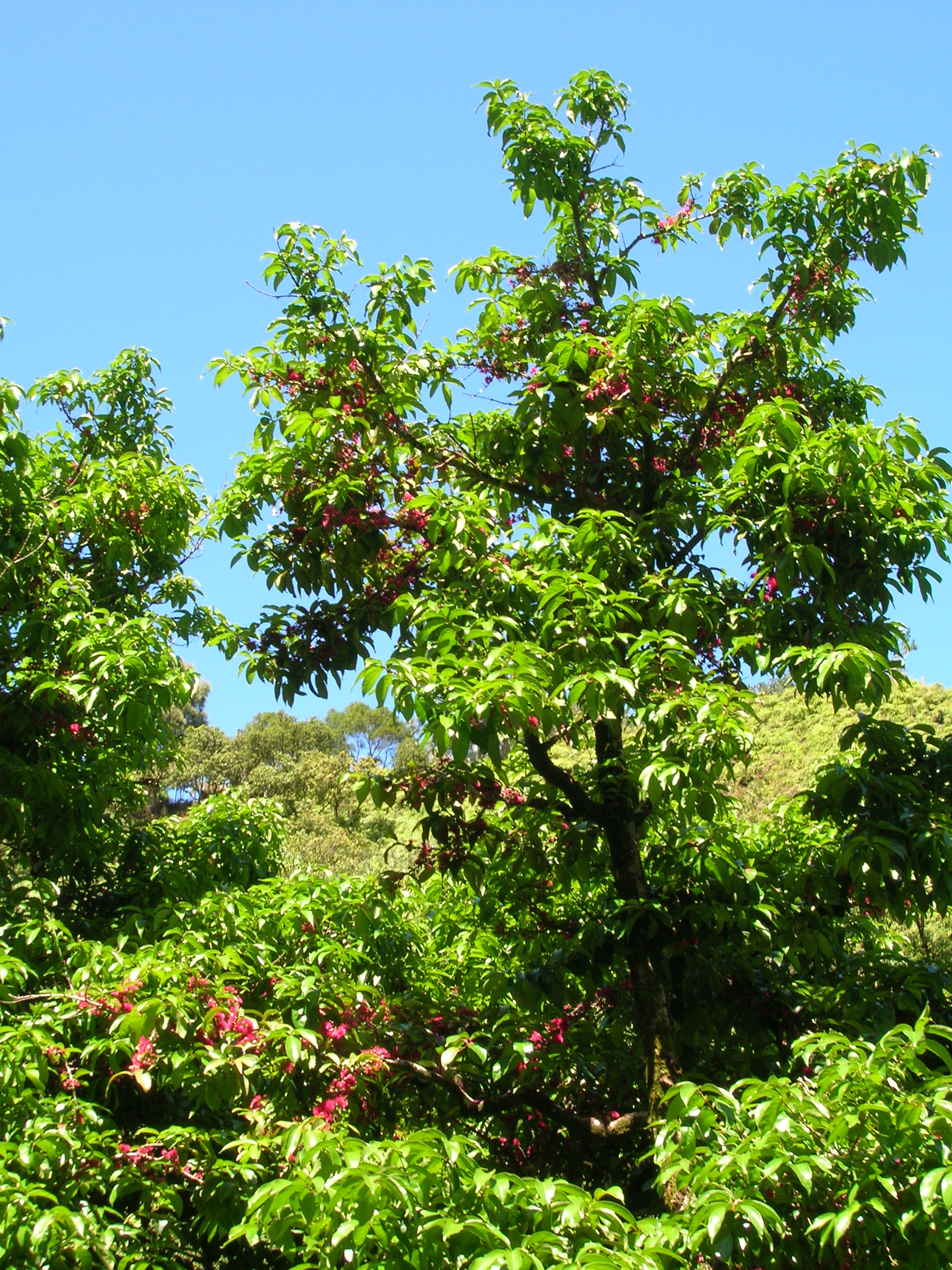
Jambeiro-vermelho em Havaí